# 玄海町立玄海みらい学園
玄海町立玄海みらい学園（げんかいちょうりつ げんかいみらいがくえん）は、佐賀県東松浦郡玄海町にある町立の小中一貫の義務教育学校。
玄海町で唯一の義務教育を施す機関であり、玄海町域全域を通学区域とする。

## 歴史
- 2017年（平成29年）
  - 4月1日 - 町内にあった玄海中学校と玄海小学校を統合し、小中一貫の義務教育学校として開校。開校時の在籍生徒児童数は498名。同日、九州産業大学国際交流センター・西南学院大学国際センターと連携した国際交流・Korowal school（コロワルスクール:オーストラリア）との国際交流。
  - 8月10日 - Korowal schoolと友好交流に関する協定締結。

## 学園教育目標
みらいをひらく〜「すき」をみつけ「よき」をのばす〜

## 校歌
- 作詞：佐藤友則
- 作曲：山本学

## 周辺
- 国道204号
- 佐賀県道292号加倉仮屋港線
- 有浦川
- 社会体育館
- 町民会館
- いこいの広場
- 総合運動場
- 佐賀県立唐津青翔高等学校

## アクセス
- 昭和自動車
  - 「唐津青翔高校前」バス停下車後、徒歩約350m・約6分。
  - 「金の手」バス停下車後、約550m・約8分。
- 玄海町役場から、車で約2.3km・約4分。